# Robert Kotsjarjan

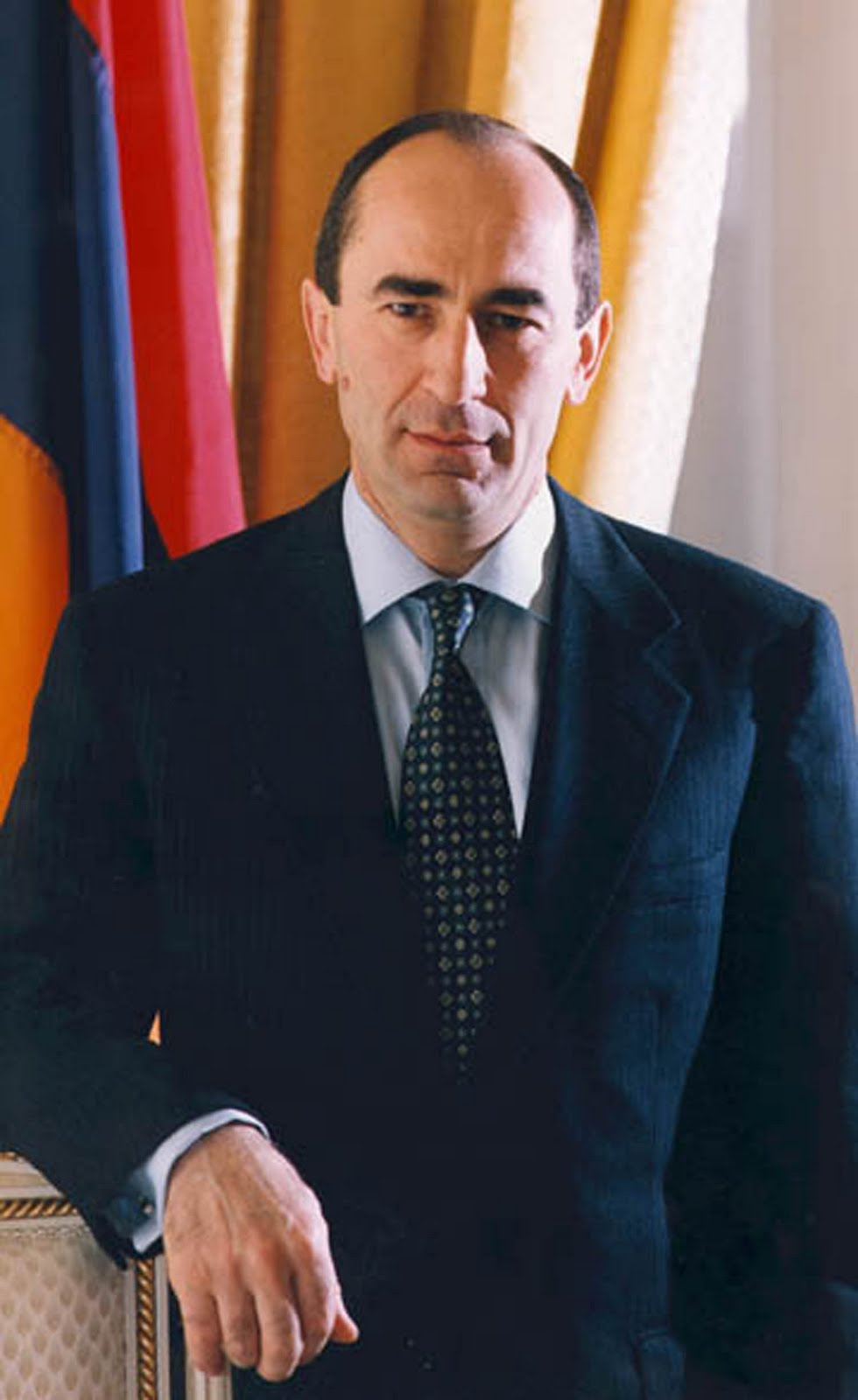
Kotsjarjan in 1998

Robert Sedraki Kotsjarjan (Armeens. Ռոբերտ Քոչարյան, Ṙobert K‘oč‘aryan) (Stepanakert, 31 augustus 1954) was tussen 20 maart 1997 en 10 april 1998 de minister-president van Armenië.
Kotsjarian begon zijn politieke loopbaan in 1992 als militair in het conflict om Nagorno-Karabach en werd de eerste president van dat gebied tussen 29 december 1994 en 20 maart 1997. In 1997 werd hij eerste minister van Armenië. In 1998 en in 2003 werd hij verkozen als president.
Op 9 april 2008, toen zijn tweede en laatste termijn eindigde, werd hij opgevolgd door zijn premier en vertrouweling Tigran Sargsjan.

## Schietpartij in het Armeense parlement
Tijdens het presidentschap van Robert Kotsjarian werden in 1999 verscheidene oppositieleiders in het Armeense parlement en Vazgen Sargsjan, de premier van Armenië gedood door gewapende mannen. Kotsjarian zelf onderhandelde met de terroristen over de vrijlating van de gegijzelde militaire politie.